# 1282
| [ Edytuj tabelę ]                          |                                                                   |
| Książę Małopolski                          | - 1279 Leszek Czarny 1288                                         |
| Książę Wielkopolski                        | - 1273 Przemysł II 1296                                           |
| Król Albanii                               | - 1272 Karol I 1285                                               |
| Współksiążęta Andory                       | - 1278 Pere d'Urg 1293 - 1278 Roger Bernard I 1302                |
| Król Angkoru                               | - 1244 Dżajawarman VIII 1295                                      |
| Król Anglii                                | - 1272 Edward I 1307                                              |
| Król Aragonii i Walencji, hrabia Barcelony | - 1276 Piotr III Wielki 1285                                      |
| Margrabia Brandenburgii                    | - 1267 Konrad 1304 - 1267 Otto IV 1308                            |
| Książę Burgundii                           | - 1272 Robert II 1306                                             |
| Książę Dolnej Bawarii                      | - 1253 Henryk XIII 1290                                           |
| Książę Górnej Bawarii                      | - 1253 Ludwik II 1294                                             |
| Cesarz Bizancjum                           | - 1261 Michał VIII Paleolog 1282 - 1282 Andronik II Paleolog 1328 |
| Car Bułgarii                               | - 1280 Jerzy I Terter 1292                                        |
| Cesarz Chin                                | - 1279 Kubilaj-chan 1294                                          |
| Król Cypru                                 | - 1267 Hugo III 1284                                              |
| Król Czech                                 | - 1278 Wacław II 1305                                             |
| Król Danii                                 | - 1259 Eryk Glipping 1286                                         |
| Władca Egiptu                              | - 1279 Kalawun 1290                                               |
| Cesarz Etiopii                             | - 1270 Jykuno Amlak 1285                                          |
| Król Francji                               | - 1270 Filip III Śmiały 1285                                      |
| Król Gruzji                                | - 1271 Dymitr II Ofiarny 1289                                     |
| Hrabia Holandii                            | - 1256 Floris V 1296                                              |
| Cesarz Japonii                             | - 1274 Go-Uda 1287                                                |
| Kalif                                      | - 1262 Al-Hakim bi-Amr Allah 1302                                 |
| Król Kastylii i Leónu                      | - 1252 Alfons X Mądry 1284                                        |
| Patriarcha Konstantynopola                 | - 1275 Jan XI Bekkos 1289                                         |
| Władca Korei                               | - 1274 Ch’ungnyŏl 1308                                            |
| Wielki książę litewski                     | - 1269 Trojden 1282 - 1282 Dowmunt 1285                           |
| Sułtan Maroka                              | - 1259 Abu Jusuf Jakub 1286                                       |
| Król Nawarry                               | - 1274 Joanna I z Nawarry 1284                                    |
| Król Norwegii                              | - 1280 Eryk II Wróg Księży 1299                                   |
| Hrabia Palatynatu                          | - 1253 Ludwik II Bawarski 1294                                    |
| Papież                                     | - 1281 Marcin IV 1285                                             |
| Król Portugalii                            | - 1279 Dionizy I 1325                                             |
| Sułtan Rumu                                | - 1265 Kaj Chusrau III 1282 - 1282 Masud II 1284                  |
| Książę Rusi halickiej                      | - 1270 Lew I 1300                                                 |
| Cesarz Rzymski (niemiecki)                 | - 1257 Alfons z Kastylii 1284 - 1273 Rudolf I Habsburg 1291       |
| Książę Saksonii                            | - 1260 Albrecht II 1298                                           |
| Król Serbii                                | - 1276 Stefan Dragutin 1282 - 1282 Stefan Urosz II 1321           |
| Król Singasari                             | - 1268 Kertanagara 1292                                           |
| Król Szkocji                               | - 1249 Aleksander III 1286                                        |
| Król Szwecji                               | - 1275 Magnus I Birgersson Ladulås 1290                           |
| Doża Wenecji                               | - 1280 Giovanni Dandolo 1289                                      |
| Król Węgier                                | - 1272 Władysław IV Kumańczyk 1290                                |
| Wielki mistrz zakonu krzyżackiego          | - 1273 Hartmann von Heldrungen 1282                               |

Rok 1282 / MCCLXXXII
stulecia: XII wiek ~
XIII wiek ~
XIV wiek

lata: 1272 «
1277 «
1278 «
1279 «
1280 «
1281 «
1282
» 1283
» 1284
» 1285
» 1286
» 1287
» 1292

## Wydarzenia w Polsce
- 15 lutego – tajny zjazd w Kępnie, na którym zawarto układ między księciem gdańskim Mściwojem II a księciem Wielkopolski Przemysłem II. Zawarto umowę o przeżycie. Oznaczało to, że ten z książąt, który przeżyje drugiego, będzie po nim dziedziczył.
- 18 maja – podczas zjazdu w Miliczu doszło do ugody, w wyniku której Krzyżacy otrzymali ziemię gniewską, część Mierzei Wiślanej i Żuław.

- miał miejsce najazd litewski na Sandomierskie[1].
- Lądek-Zdrój (wówczas Landeck) uzyskał prawa miejskie.
- Opatów uzyskał prawa miejskie.
- Niemcza uzyskała prawa miejskie z rąk Henryka IV Probusa. Prawdopodobnie Niemcza posiadała je już wcześniej, ale dokument lokacyjny nie zachował się.
- sierpień - Jaćwingowie przez dwa tygodnie łupili Lubelszczyznę
- październik - Leszek Czarny na północ od Drohiczyna odniósł zwycięstwo nad Jaćwingami i na pewien okres zabezpieczył Polskę przed ich najazdami.
- wielki głód na Śląsku[2]

## Wydarzenia na świecie
- 30 marca – na Sycylii wybuchło powstanie ludowe, tzw. nieszpory sycylijskie, przeciwko rządom Andegawenów.
- 24 czerwca – król Portugalii Dionizy I ożenił się z Katarzyną Aragońską.
- 9 listopada – po przyjęciu przez Piotra III Wielkiego korony papieskiego lenna Sycylii, papież Marcin IV obłożył klątwą jego oraz następców.
- 11 grudnia – w bitwie pod Orewin Bridge zginął Llewelyn ap Gruffydd, ostatni książę niepodległej Walii.

- Podbój Walii przez króla Anglii Edwarda I.
- Arystokracja duńska uzyskała tzw. Nyborgską Kartę.

## Urodzili się
- Innocenty VI, papież (zm. 1362)

## Zmarli
- 2 lub 6 marca – Agnieszka Czeska, czeska królewna, klaryska święta katolicka (ur. ok. 1205–1211)
- 22 marca – Benwenut z Ankony, biskup Osimo, franciszkanin, święty (ur. 1188)
- 13 października – Nichiren Daishōnin, jeden z reformatorów buddyzmu (ur. 1222)
- 11 grudnia – Llewelyn Ostatni, ostatni książę niepodległej Walii (ur. 1223)
- 11 grudnia – Michał VIII Paleolog, cesarz bizantyński (ur. 1224/1225)
- grudzień – Małgorzata Sambiria, królowa duńska (ur. ok. 1230)
- Trojden, wielki książę litewski (ur. ?)